# Bani Suheila
Bani Suheila (àrab: بني سهيلا, Banī Suhaylā) és una ciutat palestina al sud de la Franja de Gaza, part de la governació de Khan Yunis.

## Història
La història d'aquestes viles es remunta al temps dels cananeus, filisteus i romans. Abans de 1948, aquestes ciutats posseïen nombrosos khans (allotjaments) per als viatgers. Khan Yunis deu el seu nom a un funcionari mameluc que va construir el seu gran kan al segle xiv.
Durant segles, l'àrea costanera era una via principal entre Egipte i la costa mediterrània, utilitzada per igual pels comerciants i els exèrcits conqueridors. La ruta comercial a través de Gaza a Egipte va portar un gran avantatge econòmic a la zona. En segles anteriors, la manca de fronteres limitava activar la comunicació sense obstacles i els viatges i la barreja d'influències i estils, especialment entre les tribus de beduïns. Aquesta rica zona agrícola prosperà per tribus beduïnes assentades que va activar el comerç regional a les rutes de connexió amb Egipte, el Llevant, i Aràbia. Moltes famílies es van beneficiar de l'augment del comerç regional i es van convertir en grans propietaris de terra durant aquest temps. Durant el domini otomà el clan Al Qarra es va convertir en la família terratinent més gran al sud de Gaza, per les seves extenses xarxes de comerç.
Bani Suheila fou assenyalada com a vila Maatadieh en el mapa de Pierre Jacotin elaborat durant la invasió de Napoleó en 1799.
En 1838, Edward Robinson la va anomenar Beni Sehileh, situada a Gaza.
En 1863 l'explorador francès Victor Guérin va considerar que Bani Suheila tenia uns 1.300 habitants, mentre que una llista oficial de localitats otomanes de 1870 va mostrar 209 cases i una població de 440 habitants, tot i que el recompte de la població incloïa només els homes.
Segons el registre de 1886, Bani Suheila era un poble gran que comptava cent vint barraques, construïdes en part de pedra, en part de tova, i envoltat de conreus de síndries, figues, palmeres, albercocs i llegums. Al nord tenia un bon pou profund, extret per un camell, que subministrava aigua potable a la vila. Prop de la vila, a Sheikh Yusuf es van trobar restes antics, incloses les petites columnes de marbre recargolades i pedres de construcció.

### Era britànica
Al cens de Palestina de 1922  realitzat pel mandat britànic de Palestina, Bani Suheila tenia 1.043 habitants, tots musulmans, incrementats en el cens de Palestina de 1931 a 2,063, encara tots musulmans, en 406 cases.
Al final del període de mandat, en el cens de 1945, Bani Suheila tenia 3.220, tots els musulmans, amb 11,128 dúnams de terra, segons l'enquesta oficial de terra i població. D'aquests, 54 dúnams eren plantacions i terra de rec, 10,639 usats per a cereals,i 97 dúnams eren sòl edificat.

### Després de 1948
Durant la nit del 31 d'agost de 1955, les forces armades israelianes van atacar Bani Suheila. On April 5, 1956 Israeli artillery shelled the town.
D'acord amb el Oficina Central Palestina d'Estadístiques la població de Bani Suheila havia augmentat a 32.800 persones a mitjans de 2006. La ciutat es troba sota l'govern de Hamàs.